# 哈阿派群島
哈阿派群島是太平洋島國湯加的群島，位於該國主島湯加塔布島以北200公里，由51個珊瑚島和2個火山島組成，總面積109.98平方公里，2006年人口為7,570人。2個主要大島分別為利富卡島與福阿島，其他島嶼包括諾穆卡島、哈阿諾島、烏伊哈島、托富阿島及卡奥岛。